# Arieh Batun-Kleinstub
Arieh Batun-Kleinstub (còn được gọi là "-Naveh"; אריה קלינשטוב-נווה; sinh ngày 26 tháng 1 năm 1933) là một vận động viên nhảy cao người Israel từng tham gia Thế vận hội.

## Sự nghiệp nhảy cao
Ông đã thi đấu cho đội tuyển Israel tại Thế vận hội Mùa hè năm 1952 tại Helsinki, khi ông mới 19 tuổi. Ông xếp thứ 35 trong nội dung Nhảy cao Nam với một pha nhảy 1,70 mét.
Pha nhảy cao cá nhân tốt nhất của ông là 1,88 mét vào năm 1953.
Arieh Batun-Kleinstub đã thi đấu cho Israel và giành huy chương vàng cả trong các trò chơi Maccabiah năm 1953 và Maccabiah năm 1957 ở nội dung nhảy cao.